# Foreign Corrupt Practices Act
Foreign Corrupt Practices Act (FCPA) ou Lei de Práticas de Corrupção no Exterior é uma lei federal dos Estados Unidos da América (EUA) de 1977 para combater o suborno de funcionários públicos no exterior. Esta lei tem um impacto internacional. Refere-se a todos os atos de corrupção cometidos por empresas ou pessoas, americanas ou não, estabelecidas nos Estados Unidos ou simplesmente listadas na bolsa de valores do território americano ou que participam direta ou indiretamente. É notavelmente implementado pelo Escritório de Controle de Ativos Estrangeiros.

## História
Em meados dos anos 1970 uma investigação conduzida pela SEC, a equivalente americana à CVM no Brasil, descobriu que mais de 400 empresas dos Estados Unidos haviam pagado mais 300 milhões de dólares em propinas para agentes públicos, políticos e partidos políticos de outros países.Dentre esses pagamentos ficaram famosos os esquemas mantidos pela Lockheed e a Chiquita Brands.A Lockheed, que nos anos 1990 após fusão viria a se chamar Lockheed Martin, pagou propina para o ministro da Defesa da Alemanha Ocidental Franz Joseph Strauss, para o lobista saudita Adnan Kashogi e, no caso que mais que mais escandalizou a opinião pública, pagou 1,1 milhão de dólares ao Príncipe Bernhard, da Holanda. Já o caso da Chiquita Brands aconteceu na América Latina e ficou conhecido como Bananagate. Em 1974 Colômbia, Costa Rica, Equador, Guatemala, Honduras, Nicarágua e Panamá formaram a União de Países Exportadores de Banana(UPEB) inspirados no que fazia a OPEP no setor petrolífero. As compras de banana estavam concentradas em três empresas dos Estados Unidos, a United Brands Company, Standard Fruit e Del Monte. A UPEB propunha um imposto de 1 dólar para cada caixa de 40 pounds( um pound equivale a 0,454 kg). Honduras era responsável por aproximadamente 22% das exportações da United Brands Company. Visando entrar em conformidade com as normas da UPEB os hondurenhos subiram os impostos na caixa de 40 pounds de banana de 25 centavos de dólar para 50 centavos de dólar.Mas pouco tempo depois as taxas voltaram para o valor anterior. No dia 3 de fevereiro de 1975 o Presidente da United Brands, Eli M. Black, comete suicídio ao se jogar do seu escritório no Pan Am Building em Manhattan. Foi na investigação do suicídio feita pela SEC que se descobriu que o Presidente de Honduras Oswaldo López Arellano tinha recebido 1,25 milhão de dólares em propinas da United Brands, com a promessa de receber a mesma quantia no ano seguinte.
Esses escândalos de corrupção protagonizados por empresas estadunidenses no exterior foram essenciais para a criação do Foreign Corrupt Pratices Act.
A FCPA é aplicada em conjunto pelo Departamento de Justiça dos Estados Unidos (DOJ) e pela SEC , que aplicam penalidades criminais e civis, respectivamente.
Até então os EUA eram um dos poucos países que proibiam suas empresas de pagarem propinas para autoridades públicas estrangeiras. A partir de então, após esforços diplomáticos da Organização para a Cooperação e Desenvolvimento Económico (OCDE), ocorreu a ratificação e entrada em vigor da Convenção sobre o Combate da Corrupção de Funcionários Públicos Estrangeiros em Transações Comerciais Internacionais da OCDE.
A lei foi posteriormente alterada em 1988 para elevar o padrão de prova para a descoberta de suborno.